# Fuchsia
Fuchsia (vernacular, fúcsia) é um género de plantas com flor pertencente à família Onagraceae, da ordem Myrtales, que agrupa 107 espécies validamente descritas, maioritariamente arbustos, com distribuição natural nas Américas e na Oceânia. Devido à forma vistosa das suas flores pendentes, muitas das espécies deste género são conhecidas pelo nome comum de brincos-de-princesa. Várias espécies deste género, e seus cultivares híbridos são utilizadas como planta ornamental, estando algumas naturalizadas em diversas regiões de clima subtropical.

## Distribuição e taxonomia
A grande maioria das espécies do género Fuchsia tem distribuição natural limitada à América do Sul, com poucas espécies com distribuição na América Central e no México e um outro grupo na Nova Zelândia e Tahiti. Uma espécie, Fuchsia magellanica, é originária do da Tierra del Fuego na zona temperada fria do Hemisfério Sul, mas as restantes são originárias de regiões tropicais ou subtropicais.
As espécies de Fuchsia são arbustos (microfanerófitos) de 0,2–4 m de altura, mas uma espécie da Nova Zelândia, conhecida pelo nome comum de "kotukutuku" (Fuchsia excorticata), desvia-se do padrão do género e é uma árvore que atinge 12–15 m de altura.
O género foi descrito por Lineu e publicado em Species Plantarum 2: 1191. 1753. O nome genérico Fuchsia tem como etimologia o apelido do botânico Leonhart Fuchs (1501-1566), a quem foi dedicado.

## Descrição
As folhas de Fuchsia são opostas, inseridas em grupos de 3-5, lanceoladas simples , embora normalmente apresentem margens serradas (inteiras em algumas espécies), com 1–25 cm de comprimento. As plantas podem ser tanto de folha caduca como de folha perene, dependendo das espécies.
A flores são em geral vistosas, com diversos matizes ou cores, variando desde cálices brancos a magenta intenso (daí o nome de “fúcsia” dado à coloração magenta). As flores são em geral pendentes, com pedúnculos longos que as fazem orientar para baixo. O cálice é cilíndrico, com quatro lóbulos e corola de quatro pétalas. A maioria tem a forma de decorativos brincos (daí o nome comum destas plantas), que florescem com profusão no verão e no outono, ou, no caso das espécies tropicais, durante todo o ano. Apresentam quatro sépalas longas e estreitas, e quatro pétalas curtas e largas.
Em muitas espécies as sépalas são de coloração vermelho brilhante, e as pétalas de coloração púrpura (combinação de cores que atrai os colibris que as polinizam), mas as cores podem variar de branco a vermelho-escuro, azul-púrpura e laranja. Algumas poucas espécies apresentam coloração em tons de amarelo.
O fruto é uma baga pequena (5–25 mm), cilíndrica, com coloração vermelho-verdoso escuro a vermelho intenso quando madura, comestível. As sementes são pequenas e numerosas.

## Cultivo
Diversas espécies do género Fuchsia são cultivadas como plantas ornamentais, sendo arbustos de jardim muito populares, As espécies mais resistentes ao frio, como Fuchsia magellanica, podem ser cultivadas ao ar livre em climas como o das Ilhas Britânicas (onde aquela espécie se encontra naturalizada na Irlanda e no sudoeste da Grã Bretanha), mas a maioria dos cultivares mais populares são plantas que necessitam de ser recolhidas em estufa durante o inverno.
Os cultivares mais correntes são híbridos, dos quais há milhares, propagados por estacas, dado que as sementes não permitem propagar as mesmas características da planta original. Estima-se que existem mais de 12 000 cultivares de Fuchsia em uso, sendo alguns de grande importância comercial.

## Espécies
O género abrange 107 espécies validamente descritas, maioritariamente oriundas da América do Sul e da América Central. Um pequeno número de espécies tem origem na ilha Hispaniola (duas espécies), na Nova Zelândia (três espécies) e no Taiti (um espécie). Dada a grande biodiversidade e plasticidade morfológica deste género e a facilidade de hibridização entre as suas espécies, o número de espécies consideradas como válidas tem variado muito, criando uma vasta sinonímia. Estas mesmas causas levaram a que o géneros tenha sido circunscrito de diversas formas, criando também uma rica sinonímia em termos de nomes genéricos.
Philip A. Munz, na sua obra de 1943 intitulada "A revision of the genus Fuchsia (Onagraceae)", classificou as espécies de Fuchsia em sete secções com 100 espécies. Mais recentemente, publicações científicas, especialmente as dos botânicos Dennis E. Breedlove, da University of California, e Paul E. Berry, da University of Michigan, reconheceram 108 espécies e 122 taxa, organizados em doze secções.
Na Nova Zelândia e Tahiti, a secção Skinnera passou a incluir apenas três espécies, dado que F. × colensoi foi identificada como um híbrido de ocorrência natural entre F. excorticata e F. perscandens. Também F. procumbens foi colocada na sua própria secção, Procumbentes. Foram criadas duas novas secções, Pachyrrhiza e Verrucosa, cada uma delas com apenas uma espécie. A base de dados The Plant List, um empreendimento cooperativo que agrupa diversas reputadas instituições de investigação botânica para manter uma lista actualizada das espécies validamente descritas, lista como aceites as espécies de Fuchsia abaixo.
A vasta maioria dos híbridos de jardim descende de apenas algumas espécies parentais.

### Secção 1:Ellobium
México e Costa Rica. Esta secção contém as seguintes espécies:
- Fuchsia decidua
- Fuchsia fulgens
- Fuchsia splendens
  - F. splendens var. splendens
  - F. splendens var. cordifolia

### Secção 2:Encliandra
México ao Panamá. As flores das seis espécies desta secção apresentam pétalas aplainadas e estames curtos, retroflexos no tubo floral. Os frutos contêm poucas sementes.
- Fuchsia cyclindracea
- Fuchsia encliandra
  - Fuchsia encliandra subsp. encliandra
  - Fuchsia encliandra subsp. microphyloides
  - Fuchsia encliandra subsp. tetradactyla
- Fuchsia microphylla
  - Fuchsia microphylla subsp. aprica
  - Fuchsia microphylla subsp. chiapensis
  - Fuchsia microphylla subsp. hemsleyana
  - Fuchsia microphylla subsp. hidalgensis
  - Fuchsia microphylla subsp. microphylla
  - Fuchsia microphylla subsp. quercertorum
- Fuchsia obconica
- Fuchsia ravenii
- Fuchsia thymifolia
  - Fuchsia thymifolia subsp. minimiflora
  - Fuchsia thymifolia subsp. thymiflora
- Fuchsia × bacillaris[10]

### Secção 3:Fuchsia

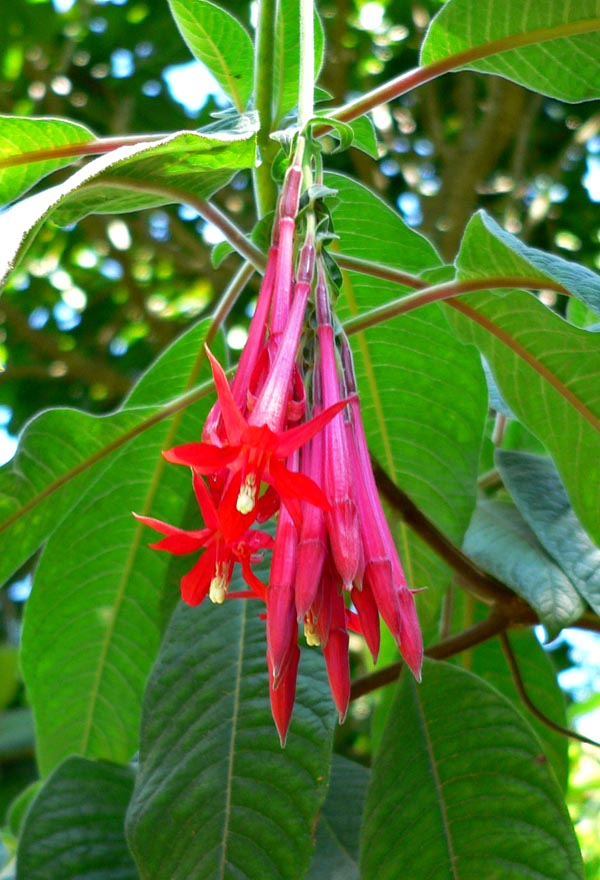
Fuchsia boliviana

Norte da Argentina até à Colômbia e Venezuela. Hispaniola. Com 64 espécies correntemente reconhecidas, a Sect. Fuchsia (sin. Eufuchsia) é a mais numerosa do género. As flores apresentam simetria perfeita, com pétalas convolutas. Os estames são erecto e podem ou não estender-se para além da corola; os estames opostos às pétalas são mais curtos. Os frutos apresentam numerosas sementes.
- Fuchsia abrupta
- Fuchsia ampliata
- Fuchsia andrei
- Fuchsia aquaviridis
- Fuchsia austromontana
- Fuchsia ayavacensis
- Fuchsia boliviana
  - F. boliviana var. boliviana
  - F. boliviana var. luxurians
- Fuchsia campii[12]
- Fuchsia canescens
- Fuchsia caucana
- Fuchsia ceracea
- Fuchsia cinerea
- Fuchsia cochabambana
- Fuchsia confertifolia
- Fuchsia coriacifolia[13]
- Fuchsia corollata
- Fuchsia corymbiflora
- Fuchsia crassistipula
- Fuchsia cuatrecasaii
- Fuchsia decussata
- Fuchsia denticulata
- Fuchsia dependens
- Fuchsia ferreyrae
- Fuchsia fontinalis
- Fuchsia furfuracea
- Fuchsia gehrigeri
- Fuchsia glaberrima
- Fuchsia harlingii
- Fuchsia hartwegii
- Fuchsia hirtella
- Fuchsia hypoleuca
- Fuchsia lehmannii
- Fuchsia llewelynii
- Fuchsia loxensis
- Fuchsia macrophylla
- Fuchsia macropetala
- Fuchsia macrostigma
- Fuchsia magdalenae
- Fuchsia mathewsii
- Fuchsia nigricans
- Fuchsia orientalis
- Fuchsia ovalis
- Fuchsia pallescens
- Fuchsia petiolaris
- Fuchsia pilosa
- Fuchsia polyantha
- Fuchsia pringsheimii
- Fuchsia putamayensis
- Fuchsia regia
- Fuchsia rivularis
  - Fuchsia rivularis subsp. pubescens
  - Fuchsia rivularis subsp. rivularis
- Fuchsia sanctae-rosae
- Fuchsia sanmartina
- Fuchsia scabriuscula
- Fuchsia scherffiana
- Fuchsia sessifolia
- Fuchsia simplicicaulis
- Fuchsia steyermarkii
- Fuchsia summa[12]
- Fuchsia sylvatica
- Fuchsia tincta
- Fuchsia triphylla
- Fuchsia vargasiana
- Fuchsia venusta
- Fuchsia vulcanica
- Fuchsia wurdackii

### Secção 4:Hemsleyella
Venezuela à Bolívia. As 15 espécies desta secção caracterizam-se por nectários fundidos com a base do tubo floral e pétalas total ou parcialmente ausentes.
- Fuchsia apetala
- Fuchsia cestroides
- Fuchsia chloroloba
- Fuchsia garleppiana'
- Fuchsia huanucoensis
- Fuchsia inflata
- Fuchsia insignis
- Fuchsia juntasensis
- Fuchsia membranaceae
- Fuchsia mezae
- Fuchsia nana
- Fuchsia pilaloensis
- Fuchsia salicifolia
- Fuchsia tilletiana
- Fuchsia tunariensis

### Secção 5:Jimenezia
Panamá e Costa Rica.
- Fuchsia jimenezii

### Section 6:Kierschlegeria
Região costeira central do Chile. Esta secção é constituída por uma única espécie com pedicelos axilares pendulosos. As folhas são esparsas. As sépalas são reflexas e ligeiramente mais curtas que o tubo floral.
- Fuchsia lycioides

### Secção 7:Pachyrrhiza
Peru.
- Fuchsia pachyrrhiza[14]

### Secção 8:Procumbentes
Nova Zelândia.
- Fuchsia procumbens

### Secção 9:Quelusia

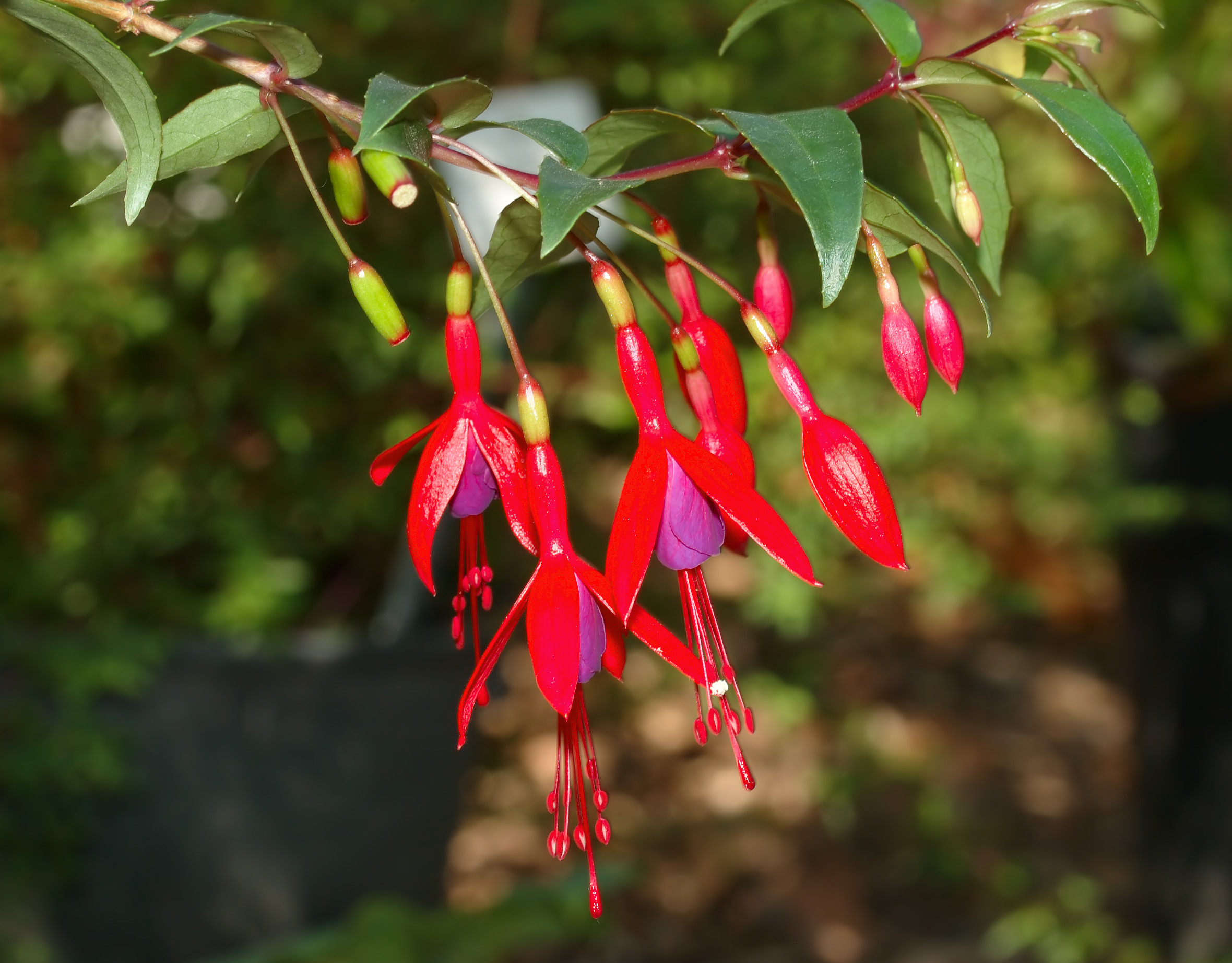
Fuchsia regia

Sul da Argentina e do Chile, sueste do Brasil. As 9 espécies desta secção têm o nectário fundido à base do tubo floral, ou hipanto. O hipanto é cilíndrico e geralmente mais longo que as sépalas. Os estames são longos e saem para além da corola.
- Fuchsia alpestris
- Fuchsia bracelinae
- Fuchsia brevilobis
- Fuchsia campos-portoi
- Fuchsia coccinea
- Fuchsia glazioviana
- Fuchsia hatschbachii
- Fuchsia magellanica
- Fuchsia regia
  - Fuchsia regia subsp. regia
  - Fuchsia regia subsp. reitzii
  - Fuchsia regia subsp. serrae

### Secção 10:Schufia
México ao Panamá. As espécies desta secção apresentam flores erectas, em panículas do tipo corimbo.
- Fuchsia arborescens
- Fuchsia paniculata
  - Fuchsia paniculata subsp. mixensis
  - Fuchsia paniculata subsp. paniculata

### Secção 11:Skinnera
Nova Zelândia e Tahiti. As três espécies extantes apresentam um tubo floral com um espessamento acima do ovário. As sépalas encurvam-se sobre si mesmas e as pétalas são pequenas ou quase ausentes. Foi descrita uma nova espécie fóssil do Mioceno da Nova Zelândia em Outubro de 2013.
- †Fuchsia antiqua[15]
- Fuchsia cyrtandroides
- Fuchsia excorticata
- Fuchsia perscandens
- Fuchsia × colensoi - um híbrido natural

### Secção 12:Verrucosa
Venezuela e Colômbia.
- Fuchsia verrucosa